# Eagle Pass (British Columbia)
Der Eagle Pass (dt. „Adlerpass“) ist ein 550 Meter hoher Gebirgspass in den Rocky Mountains in Kanada. Er führt über die Gold Range in den Monashee Mountains von British Columbia. Er bildet die Wasserscheide zwischen dem Columbia River und dem Fraser River (einschließlich des Thompson River). Er wurde 1865 durch den Bauingenieur und Vermesser Walter Moberly entdeckt, als er das noch unberührte British Columbia kartographierte. Die nächste Stadt ist Revelstoke, elf Kilometer östlich des Passes.
Der Pass wurde als Übergang für die transkontinentale Eisenbahnstrecke der Canadian Pacific Railway ausgewählt. Die Strecke über den Pass war der letzte Abschnitt, der vollendet wurde. Beim nahe gelegenen Ort Craigellachie wurde am 7. November 1885 der symbolische „Letzte Nagel“ gesetzt. 1962 erfolgte hier die Eröffnung des Trans-Canada Highway.